# バスマラ

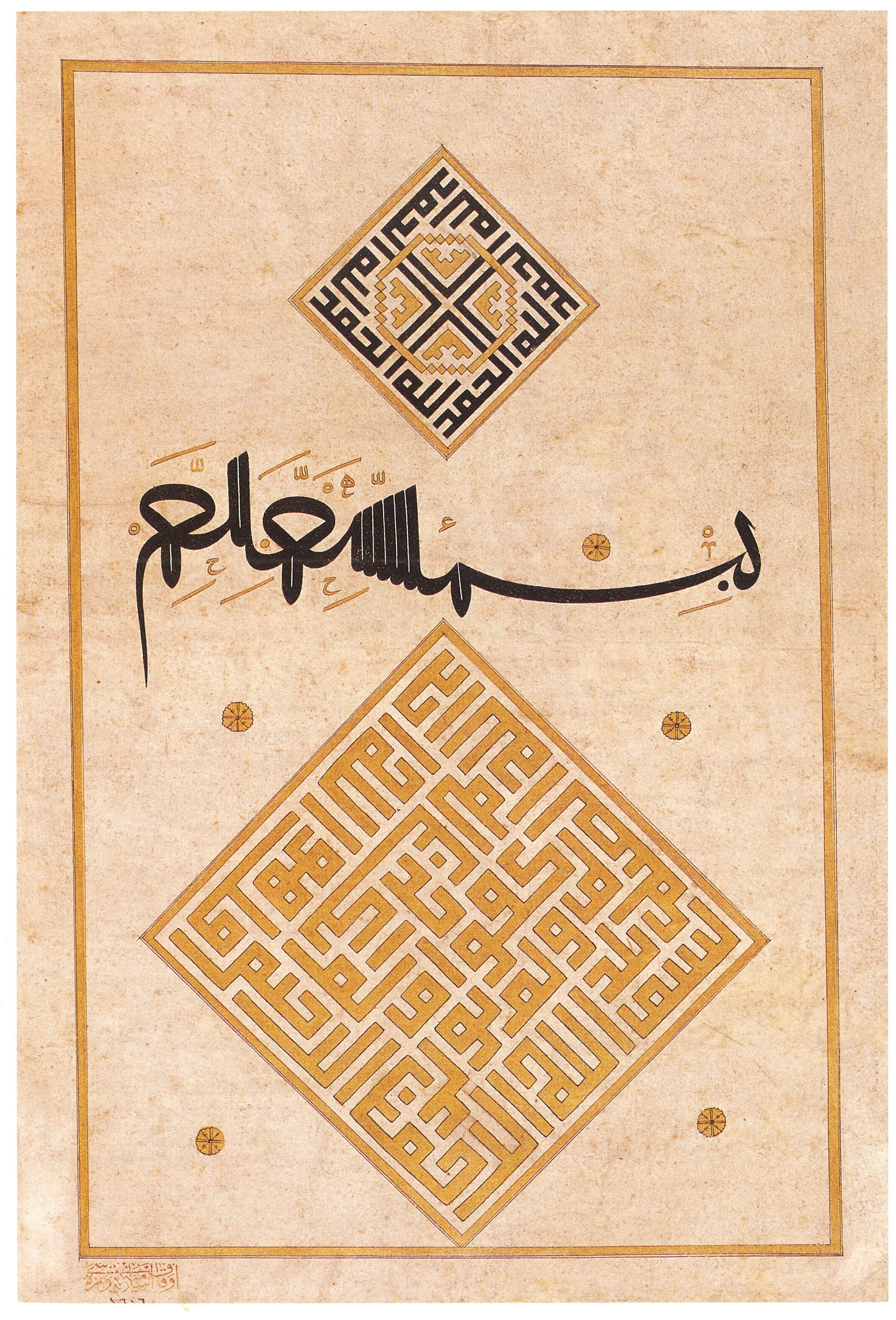
オスマン朝のスレイマン1世に献上された宗教書の表紙。アフメド・カラヒサーリー筆。中段にムサルサル体による流麗なバスマラ、下段の正方形の中にクーフィー体によるバスマラ。

バスマラ（アラビア語: بَسْمَلَة, ラテン文字転写: basmalah もしくは basmala, バスマラ）は、アラビア語の定型句、بِسْمِ ٱللَّٰهِ ٱلرَّحْمَٰنِ ٱلرَّحِيمِ（実際の発音：bi-smi llāhi r-raḥmāni r-raḥīm, ビ・スミ・ッラーヒ・ッ＝ラフマーニ・ッ＝ラヒーム、タジュウィード式発音：ビ・スミ・ッラーヒ・ル＝ラフマーニ・ル＝ラヒーム） のことを指す用語である。
この定型句の日本語訳としては、たとえば、「慈悲あまねく慈愛深きアッラーの御名において」などがある（#定型句の内容）。この定型句は、イスラーム教の聖典クルアーンの悔悟を除くすべての章の冒頭に用いられている（#聖典における使用）。

## 定型句の内容
「バスマラ」とは、アラビア語によるイスラームの文言 بِسْمِ ٱللَّٰهِ ٱلرَّحْمَٰنِ ٱلرَّحِيمِ（bi-smi llāhi r-raḥmāni r-raḥīm）というアラビア語の定型句そのものを指す名詞である。
この定型句の最初の単語 bi- は「～において、～によって」を意味する前置詞である。次の単語 ʾism は「名前」を意味する名詞である。ただし発音規則により、ʾism の冒頭の母音 i を伴う声門破裂音（声門閉鎖音）「ʾ」を読まないで、前置詞 bi- に続ける。また属格変化語尾 "-i" を付加して、「b-ismi（ビ・スミ）」と読む。続く3つの allāh は唯一神アッラーの名称、後続の al-raḥmān, al-raḥīm はその神の属性名・別称である。
バスマラの日本語訳としては、例えば次のようなものが知られている。
- 「大悲者・大慈者アルラーハの名によりて」（大川周明訳 1950年）
- 「慈悲ふかく慈愛あまねきアッラーの御名において」（井筒俊彦訳《岩波版》1957年）
- 「慈悲ぶかく、慈悲あつき神の御名において」（藤本勝次、伴康哉、池田修訳《中公版》1970年）
- 「慈悲あまねく慈愛深きアッラーの御名において」（日亜対訳クルアーン《作品社版》2014年）

「バスマラ」の語源は、上記定型句の最初の4つの子音 ب-س-م-ل （b-s-m-l）である:105。この4つの子音を語根として、動名詞 basmala(h)（バスマラ）や、「バスマラを唱えること」を意味する四語根動詞 basmala（バスマラ）が造語された:105。このように頭字語を語源とする語彙は、古典的なアラビア語の語彙としてはイスラーム関係の諸定型句に関して設定されていることが多い。

## 聖典における使用

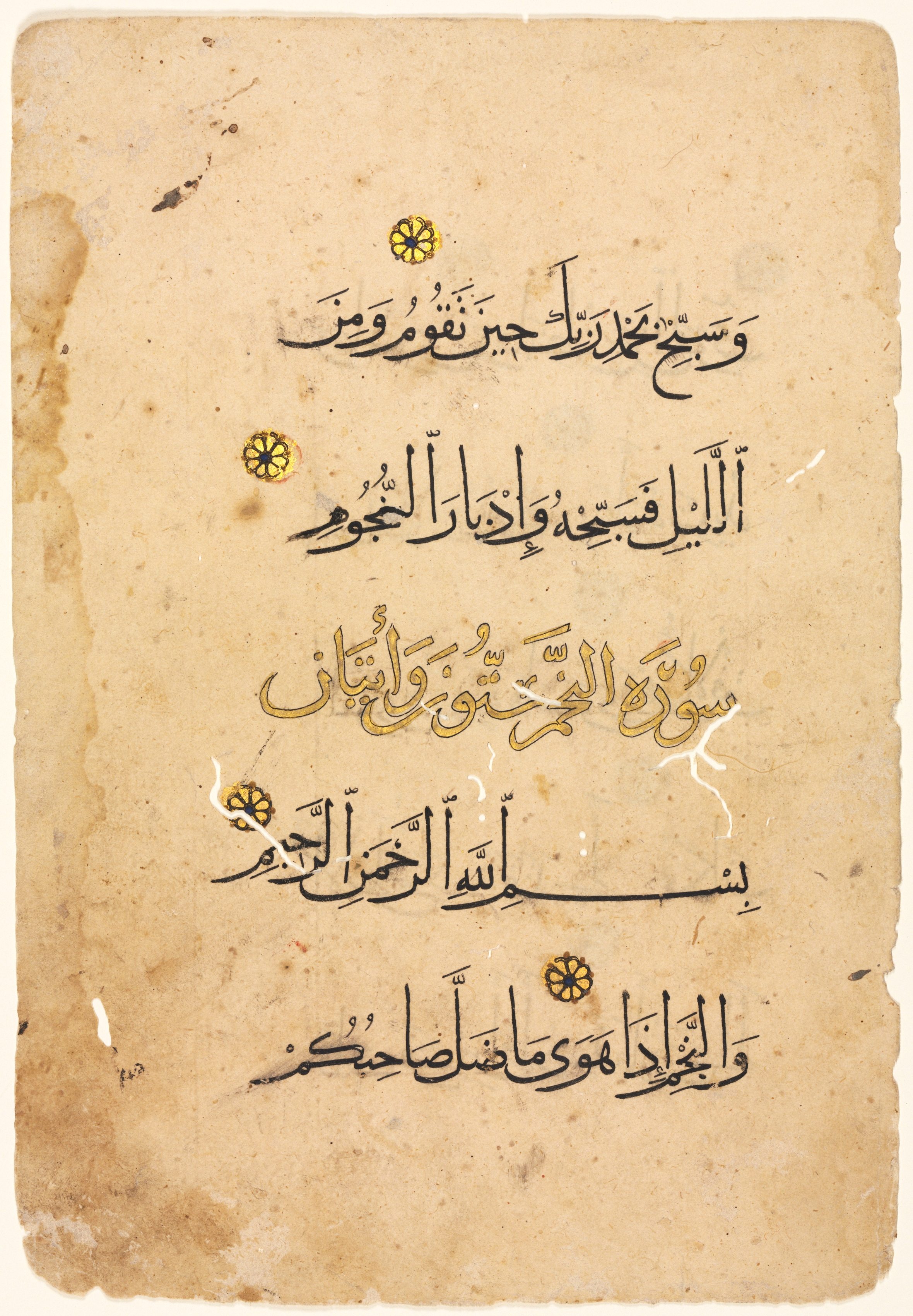
14-15世紀、マムルーク朝時代のエジプトで筆写されたクルアーンの一葉。4段目にムハッカク体によるバスマラ。第53章の冒頭。

イスラーム教の聖典クルアーンにおいて、バスマラは、全114章中、第9章を除いたすべての章の冒頭に置かれている。地の文では、第27章30節でソロモンからシェバの女王に宛てた手紙のくだりにおいて、手紙文の冒頭に、バスマラが完全な形で現れる。また、第11章43節でノアが皆に方舟に乗るよう呼びかける発言の中でも、不完全な形でバスマラが現れる。クルアーンの地の文でバスマラが使用されるケースは、以上の2回のみである。
ところで、本節におけるここまでの記述では、クルアーン・テクストを分節するにあたって「章」と「節」、「地の文」という用語を便宜的に用いたが、「章」はアラビア語で「スーラ」（序列の意）、「節」あるいは「地の文」は「アーヤ」（見聞しうる表徴の意）という。アーヤは神が預言者を介して人類に伝えたメッセージということになっている。バスマラがアーヤに含まれるか否かという点に関して、20世紀前半頃まではウラマー間で見解の相違があった。ハナフィー派は「含まれない」という説をとり、それゆえに、クルアーン読誦の際にバスマラは発声されなくてもよいとした。ハナフィー派はバスマラとスーラをシンプルに分離し、バスマラは後続するスーラに対する祝祷と考えた。これに対してシャーフィイー派は「含まれる」という説をとり、これは受け継いできた聖典テクストにバスマラが含まれた状態で書かれていることを理由とする。20世紀後半以後は便宜的にシャーフィイー派の見解が採用されることが普通である（例えば、世界中で流通している標準エジプト版クルアーンもバスマラがアーヤに含まれるものとして編集されている。）。

## 日常生活における使用
イスラーム教徒は、何かの義務（たとえば儀礼的規範イバーダート）を果たすときや何か良いことをするときには、必ず、その前にバスマラを唱える。ただし、礼拝（サラー）の前は例外であり、この場合はタクビールの文句（allāhu akbar）を唱える（これは聖典の規定に根拠がある）。また、神名を繰り返し唱えるズィクルの前も、バスマラは唱えない（これは慣行である）。
バスマラは、「アッラフマーン」と「アッラヒーム」を省略し、「ビスミッラー」のかたちでもよく唱えられている。一般的には、まじめな行為の前では完全な形のバスマラが唱えられるべきであり、逆に、そうでない場合には省略された形のバスマラが唱えられるべきであるとされる。省略された形のバスマラ、すなわち「ビスミッラー」が唱えられる典型的なシチュエーションとしては、食事の前に唱えるバスマラがある。この場合の「ビスミッラー」は、日本語・日本文化における「いただきます」に相当すると言われる。状況に応じて行為の質が変化するような行為の場合には、バスマラを唱えることによって神の祝福を受けられる場合があるとされる。例えば、婚姻関係にある者同士の性行為がその一例である。
このようなイスラーム教徒の日常生活の隅々にまでいきわたった慣行は、聖法学、いわゆる「イスラーム法学」が預言者のハディースに基づいて根拠づけをしている。重要な行為をする際に、バスマラを唱えたうえでないと、その行為は中断するであろうという趣旨のことを預言者ムハンマドが述べたとするハディースがある。このハディースが、イスラーム教徒がバスマラを唱える慣行の拠り所になっている。このハディースについては多様な解釈が可能であるが、例えば、イブラーヒーム・バージューリーという19世紀エジプトのシャーフィイー派ウラマーは、当該ハディース中の「重要な行為」とは聖法的価値（ḥukm）を持つ行為であるとし、禁止された行為や非難に値する行為ではないと言っている。

## 書字文化における使用

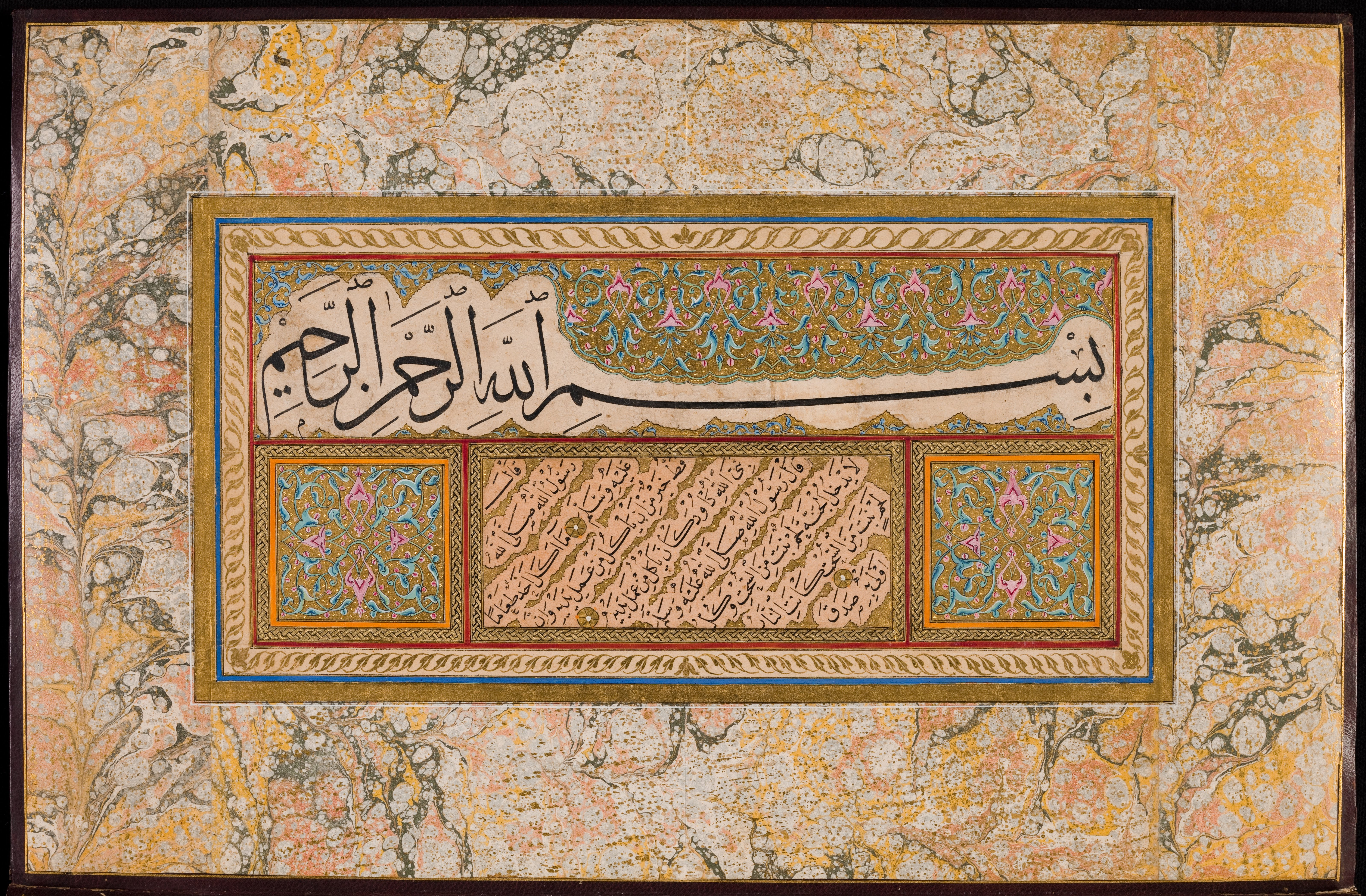
シェイフ・ハムドゥッラー筆、バスマラを含むパネル。上段にスルス体によるバスマラ。

バスマラは書物や文書の巻頭に置かれる。バスマラをアラビア文字で書く場合、バスマラ冒頭の名詞 ism は、最初のアリフが発音されないだけでなく表記上も省略される。言い伝えによれば、この書き方を最初に決めたのはウマル・ブン・ハッターブである。また、バスマラの1文字目 ب はよく、長く引き延ばして書かれる。
バスマラは、手写本や碑文の装飾として、きわめて人気の高い主題である。バスマラの書かれた護符もよく製作されている。護符に祝福の力がこもることが期待されているためである。

## タスミヤ
「神の名によりて～」という祝祷句を意味するアラビア語には、تَسْمِيَة（tasmiya(h), タスミヤ）という語もあり、これは「バスマラ」という語よりも古い時代からある言葉である。先イスラーム時代（ジャーヒリーヤ）からアラブには、重要な行為の前にタスミヤを唱える慣習があった。タスミヤの慣習には為さんとする行為に神的祝福を求め、その行為を神聖化するという意味があり、先イスラーム期のメッカの人々はしばしば「ラート神（al-Lāt）の名によりて～」「ウッザー神（al-ʿUzzā）の名によりて～」という祝祷句を唱え、各神による祝福を祈願していた。
イスラーム的タスミヤたるバスマラに含まれる「ラフマーン」（定冠詞も込みで言えばアッラフマーン al-raḥmān）については、前述のように、「慈悲深い」という意味の形容詞に冠詞が付加され抽象名詞化されたものであり、唯一神アッラーの美名のひとつと考えるのが古典的な教義成立以後の多数派の解釈である。しかし、20世紀前半のフランスの東洋学者ジョミエが指摘したところによると、この語 al-raḥmān は、イスラーム誕生以前から南アラビアやアラビア半島中央部においては唯一神の神名であった。アラビア半島中央部の人々は預言者ムサイリマを介して、この「慈悲深い」という名を持つ唯一神から啓示を受け取っていたとされる。また、タバリーによると、フダイビーヤの和議の際、メッカ方の代表者は al-raḥmān の名のもとに誓い立てすることを拒否した。ジョミエの説によると、預言者ムハンマドがヤマンとヤマーマの神の名であった「ラフマーン」をクルアーン中に頻繁に登場させた理由は、絶対的唯一神の慈悲深さを強調するという宣教上の目的があったためかもしれない。

## Unicode
Unicodeではバスマラが1つの文字として登録されている。
| 文字 | Unicode | JIS X 0213 | 文字参照          | 備考                                            |
| ---- | ------- | ---------- | ----------------- | ----------------------------------------------- |
| ﷽    | U+FDFD  | -          | &#xFDFD; &#65021; | 環境によってはナスタアリーク体の﷽で表示される。 |

## 註釈
1. ↑  発音上ハムザトル・ワスルが省略されて発音されず、表記上もハムザの台になっているアリフが脱落する。
2. ↑  このため、和議の条文は、「おお神よ、あなたの名によりて」（ビスミカ・アッラーフンマ）から開始された。